# Parnac (Indre)
Parnac é uma comuna francesa na região administrativa do Centro-Vale do Loire, no departamento Indre. Estende-se por uma área de 46,43 km². Em 2010 a comuna tinha 507 habitantes (densidade: 10,9 hab./km²).